# Oceanapia arcifera
Oceanapia arcifera är en svampdjursart som beskrevs av Arthur Dendy 1924. Oceanapia arcifera ingår i släktet Oceanapia och familjen Phloeodictyidae. Inga underarter finns listade i Catalogue of Life.